# Somerset County (Maine)
Somerset County is een county in de Amerikaanse staat Maine.
De county heeft een landoppervlakte van 10.170 km² en telt 50.888 inwoners (volkstelling 2000). De hoofdplaats is Skowhegan.